# Vela nos Jogos Olímpicos de Verão de 2004 - Laser
As provas da classe Laser da vela nos Jogos Olímpicos de Verão de 2004 ocorreram entre 15 e 22 de agosto daquele ano no Centro Olímpico de Vela Agios Kosmas, em Atenas, na Grécia. O programa compunha onze regatas. Para esta classe, houve 42 velejadores de 42 nações inscritas.

## Calendário
| ● | Regatas práticas | ● | Dias de competição | ● | Último dia das regatas |

| Data  | Agosto | Agosto | Agosto | Agosto | Agosto          | Agosto | Agosto | Agosto | Agosto | Agosto          | Agosto | Agosto | Agosto | Agosto | Agosto | Agosto | Agosto | Agosto |
| Data  | 12 Qui | 13 Sex | 14 Sáb | 15 Dom | 16 Seg          | 17 Ter | 18 Qua | 19 Qui | 20 Sex | 21 Sáb          | 22 Dom | 23 Seg | 24 Ter | 25 Qua | 26 Qui | 27 Sex | 28 Sáb | 29 Dom |
| ----- | ------ | ------ | ------ | ------ | --------------- | ------ | ------ | ------ | ------ | --------------- | ------ | ------ | ------ | ------ | ------ | ------ | ------ | ------ |
| Laser | ●      | ●      |        | ● ●    | Dia de descanso | ● ●    | ● ●    | ● ●    | ● ●    | Dia de descanso | ●      |        |        |        |        |        |        |        |

## Medalhistas
O brasileiro Robert Scheidt finalizou a competição em primeiro lugar, tendo dominado grande parte das regatas, e conquistou a medalha de ouro. A prata firmou-se com o austríaco Andreas Geritzer. Por fim, a medalha de bronze ficou com Vasilij Žbogar, da Eslovênia.
|  | BRA Brasil     |  | AUT Áustria      |  | SLO Eslovênia  |
|  | Robert Scheidt |  | Andreas Geritzer |  | Vasilij Žbogar |

## Resultados
Estes foram os resultados da competição:
| Pos.              | Velejadores                 | Regatas | Regatas | Regatas | Regatas | Regatas | Regatas | Regatas | Regatas | Regatas | Regatas | Regatas | Pontos |
| Pos.              | Velejadores                 | 1       | 2       | 3       | 4       | 5       | 6       | 7       | 8       | 9       | 10      | 11      | Pontos |
| ----------------- | --------------------------- | ------- | ------- | ------- | ------- | ------- | ------- | ------- | ------- | ------- | ------- | ------- | ------ |
| Medalha de ouro   | BRA Robert Scheidt          | 3       | 8       | 1       | 3       | 8       | 4       | 19      | 12      | 7       | 3       | 6       | 55     |
| Medalha de prata  | AUT Andreas Geritzer        | 4       | 1       | 34      | 7       | 1       | 2       | 12      | 15      | 12      | 4       | 10      | 68     |
| Medalha de bronze | SLO Vasilij Žbogar          | 21      | 13      | 3       | 8       | 4       | 1       | 14      | 1       | 14      | 5       | 13      | 76     |
| 4                 | GBR Paul Goodison           | 13      | 3       | 28      | 5       | 11      | 7       | 1       | 9       | 8       | 7       | 17      | 81     |
| 5                 | POR Gustavo Lima            | 1       | 15      | 7       | 28      | 14      | 19      | 6       | 4       | 2       | 1       | 19      | 88     |
| 6                 | SWE Karl Suneson            | 5       | 10      | 9       | 25      | 2       | 9       | 4       | 8       | 17      | 15      | 25      | 104    |
| 7                 | NZL Hamish Pepper           | 24      | 9       | 26      | 11      | 9       | 5       | 13      | 3       | 11.3    | 2       | 21      | 108.3  |
| 8                 | USA Mark Mendelblatt        | 2       | 14      | 20      | 6       | 6       | 10      | 29      | 22      | 16      | 6       | 9       | 111    |
| 9                 | AUS Michael Blackburn       | 18      | 2       | 10      | 19      | 5       | 6       | 2       | 20      | 13      | 17      | 32      | 112    |
| 10                | ESP Luis Martinez           | 19      | 7       | 13      | 4       | 19      | 18      | 5       | 7       | 4       | 24      | 36      | 120    |
| 11                | POL Maciej Grabowski        | 8       | 23      | 30      | 20      | 3       | 3       | 8       | 16      | 10      | 20      | 14      | 125    |
| 12                | ARG Diego Emilio Romero     | 40      | 6       | 11      | 2       | 18      | OCS     | 23      | 5       | 5       | 12      | 12      | 134    |
| 13                | ITA Diego Negri             | 20      | 12      | 19      | 1       | OCS     | 21      | 15      | 13      | 15      | 21      | 2       | 139    |
| 14                | CRO Mate Arapov             | 6       | 11      | 2       | 22      | OCS     | 13      | 3       | 25      | 29      | 25      | 3       | 139    |
| 15                | FRA Felix Pruvot            | 10      | DSQ     | 32      | 10      | 17      | 8       | 32      | 23      | 1       | 9       | 1       | 143    |
| 16                | GRE Evangelos Chimonas      | 12      | 24      | 36      | 15      | 7       | 17      | 20      | 2       | 6       | 16      | 37      | 155    |
| 17                | RSA Gareth Blanckenberg     | 22      | 16      | 31      | 13      | 25      | 11      | 10      | 6       | 19      | 8       | 26      | 156    |
| 18                | BEL Philippe Bergmans       | 9       | 4       | 5       | 14      | 32      | 14      | 17      | 27      | 20      | 18      | 31      | 159    |
| 19                | FIN Roope Suomalainen       | 35      | 5       | 24      | 12      | 10      | 12      | 33      | 32      | 11      | 13      | 8       | 160    |
| 20                | SEY Allan Julie             | 14      | 17      | 8       | 34      | 33      | 20      | 9       | 24      | 23      | 14      | 4       | 166    |
| 21                | NOR Peer Moberg             | 7       | 18      | 37      | 23      | 12      | 26      | 34      | 14      | 3       | DSQ     | 24      | 198    |
| 22                | DEN Anders Nyholm           | 16      | 30      | 12      | 18      | 20      | 27      | 25      | 18      | 21      | 26      | 20      | 203    |
| 23                | CHI Matias del Solar        | 39      | 38      | 6       | 38      | 16      | 15      | 18      | 11      | 27      | 31      | 16      | 216    |
| 24                | MAS Kevin Lim               | 23      | 21      | 33      | 17      | OCS     | 35      | 26      | 21      | 18      | 19      | 7       | 220    |
| 25                | CZE Martin Trcka            | 37      | 29      | 15      | 27      | 15      | 32      | 28      | 31      | 33      | 10      | 11      | 231    |
| 26                | RUS Maxim Semerkhanov       | 34      | 33      | 29      | 16      | 13      | 30      | 22      | 37      | 31      | 22      | 5       | 235    |
| 27                | LTU Giedrius Guzys          | 31      | 19      | 21      | 24      | 21      | 34      | 24      | 19      | 25      | 27      | 28      | 239    |
| 28                | CYP Haris Papadopoulos      | 25      | DNS     | 27      | 9       | OCS     | 16      | 7       | 10      | 30      | 38      | 39      | 244    |
| 29                | CAN Bernard Luttmer         | 15      | 25      | 22      | 21      | 27      | 33      | 31      | DNF     | 9       | 32      | 30      | 245    |
| 30                | IRL Rory Fitzpatrick        | 33      | 26      | 38      | 31      | 26      | 22      | 27      | 26      | 24      | 11      | 22      | 248    |
| 31                | CHN Chi Qiang               | 29      | 28      | 4       | 37      | 22      | 29      | 36      | 17      | 28      | 23      | 35      | 251    |
| 32                | KOR Kim Ho-Kon              | 17      | 34      | 14      | 35      | 30      | 24      | 11      | 30      | 37      | 37      | 23      | 255    |
| 33                | TUR Kemal Muslubas          | 11      | 20      | 18      | OCS     | 28      | 31      | 16      | 35      | 26      | 28      | DNF     | 256    |
| 34                | URU Alejandro Foglia        | 26      | 31      | 17      | 33      | 23      | 23      | 35      | 29      | 32      | 34      | 29      | 277    |
| 35                | JPN Kunio Suzuki            | 30      | 22      | 39      | OCS     | 29      | 25      | 30      | 28      | 22      | 29      | 27      | 281    |
| 36                | UKR Yuriy Orlov             | 36      | 32      | 23      | 29      | 24      | 36      | 40      | 36      | 35      | 30      | 33      | 314    |
| 37                | SIN Stanley Tan Kheng Siong | 32      | 27      | 25      | 30      | 34      | 40      | 41      | 39      | 36      | DSQ     | 18      | 322    |
| 38                | PER Augusto Nicolini        | 38      | 35      | 16      | 39      | 31      | 28      | 38      | 33      | DSQ     | 33      | 38      | 329    |
| 39                | MLT Mario Aquilina          | 27      | 37      | 40      | 26      | OCS     | 37      | 21      | 40      | 38      | 39      | 34      | 339    |
| 40                | ISL Hafsteinn Geirsson      | 28      | 36      | 42      | 36      | 35      | DNF     | 39      | 38      | 40      | 35      | 15      | 344    |
| 41                | ISV Timothy Pitts           | 42      | 40      | 41      | 40      | 36      | 39      | 37      | 34      | 34      | 40      | 40      | 381    |
| 42                | BRN Sami Kooheji            | 41      | 39      | 35      | 32      | OCS     | 38      | 42      | 41      | 39      | 36      | 41      | 384    |

### Classificação diária

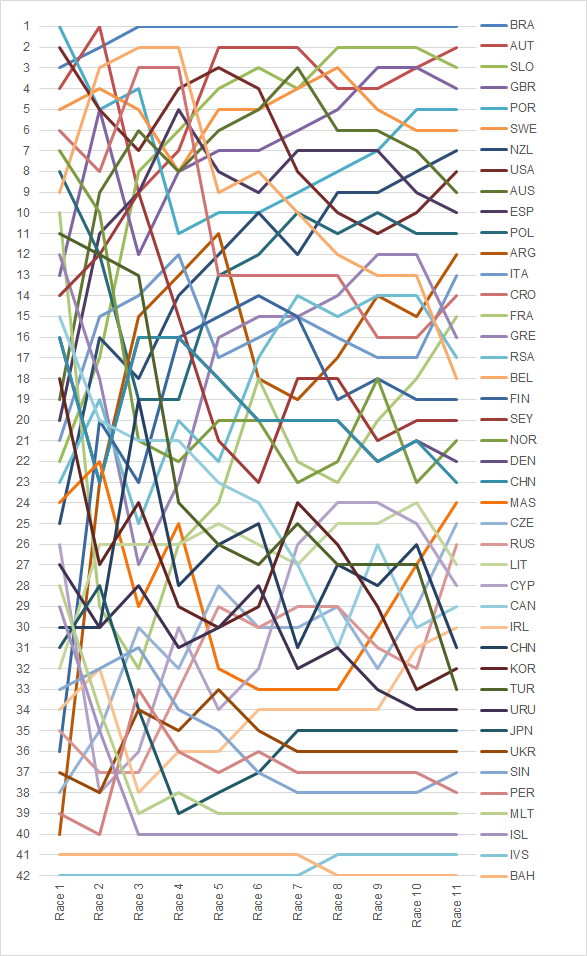
Gráfico mostrando a classificação diária na classe.